# Nils Gabriel Sefström

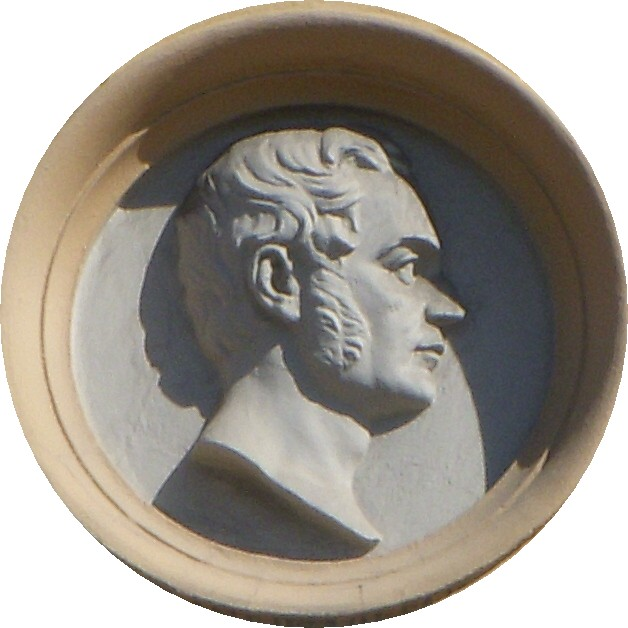
Nils Gabriel Sefström, medaljong på Gamla Jernkontorets byggnad i Stockholm.

Nils Gabriel Sefström, född 2 juni 1787 i Ilsbo socken, Hälsingland, död 30 november 1845 i Stockholm, var en svensk kemist och mineralog. Han var bror till Anders Gustaf Sefström.
Sefström blev student vid Uppsala universitet 1807 och medicine doktor 1813. Han var en av Jöns Jacob Berzelius främsta lärjungar, och fick 1812, under dennes utrikes resa, uppehålla hans föreläsningar vid Karlberg samt utnämndes 1816 till lärare i kemi och naturalhistoria där, 1818 till professor på Högre artilleriläroverket på Marieberg och 1820 till lärare vid Bergsskolan i Falun. År 1838 återvände han till Stockholm som adjungerad ledamot i Bergskollegium samt föreståndare för dess mineraliekabinett och proberkammare. Från 1815 var han ledamot av Vetenskapsakademien.
Sefström, som var en även långt utanför Sverige känd kemist, upptäckte grundämnet vanadin.Detta grundämne hade emellertid tidigare upptäckts av den spansk-mexikanske kemisten Andrés Manuel del Río i Mexico City år 1801, och han gav det namnet erythronium. Inom geologin gjorde han sig bekant genom sina undersökningar över räfflorna och som upphovsman till teorin om "rullstensfloden". Han redigerade "Jernkontorets annaler" 1820–45 och författade flera smärre avhandlingar.